# Suregada bracteata
Suregada bracteata är en törelväxtart som beskrevs av Radcl.-sm.. Suregada bracteata ingår i släktet Suregada och familjen törelväxter. Inga underarter finns listade i Catalogue of Life.